# KAFA-FM
KAFA-FM (97.7 FM, "97.7 The Academy") は、アメリカ合衆国コロラド州コロラドスプリングスに所在する空軍士官学校の士官候補生たちによって運営されているラジオ局。
この局は、連邦通信委員会から直接の免許を受けていないが、これは軍の教育機関が所有する局だからである。コールサイン（呼出符号）は、合衆国政府が直接割り当てたものである。
KAFA が最初に放送をおこなったのは、1971年であり、1989年からは連続した放送が継続している。文民であるフルタイムの放送局長が一人雇われており、局の運営にあたるとともに、パーティDJたちでもある士官候補生たちの支援に当たっている。

## 歴史
この曲が最初にFM放送をおこなったのは、1971年1月17日のことであり、既にAM局を運営していたウェストポイントの陸軍士官学校やアナポリスの海軍兵学校に対し、いち早く取り組まれたFM局の運営であった。（それ以前にも「KAFA」の呼称は、士官学校内の施設内有線放送テレビを指して用いられていた。）当時の放送は、一部の時間帯だけでであり、DJ番組、年に一度のチャリティ・マラソン、士官学校のフットボールの試合中継などが放送されたが、それはこうした行事の放送権が商業的に売却されるようになる前の話であった。
1980年以降になると、しばらく放送は休止してしまったが、1989年2月13日からは、104.5 MHz で放送が復活した。1993年10月には、周波数が 104.3 MHz へと移った。
2004年、KAFAは資金を獲得し、最新のラジオ放送業界の基準に沿う水準までスタジオを更新し、ラジオ・コンピューティング・システムであるソフトウェア「Prophet Systems」とデルのコンピューターを導入した。2006年6月、KAFAは周波数を 97.7 MHz に移した。以降、この局はオルタナティヴ・ロックとインディー・ロックのフォーマットを固め、これを「The New 97.7」としてブランド化した。この番組編成は、個性的なDJやパーソナリティたちに、それぞれ独自の個性的な番組を制作させることなった。2008年には、同窓会 (the Association of Graduates) の支援を受けてウェブ・ストリーミングが開始された。2018年、KAFAは、ヴァン田バーグ・ホール (Vandenberg Hall) からフェアチャイルド・ホール (Fairchild Hall) へと移転した。